# Мезіс Август Іванович
Август Іванович Мезіс (1894, Розенберзька волость Вольмарського повіту Ліфляндської губернії, тепер Латвія — розстріляний 21 квітня 1938, місто Москва, Російська Федерація) — радянський діяч, військовий політпрацівник, заступник начальника Політуправління Українського військового округу, армійський комісар 2-го рангу. Кандидат у члени ЦК КП(б)У в грудні 1925 — червні 1930 р.

## Біографія
Народився у родині робітника. Закінчив двокласне училище.
Член РСДРП(б) з травня 1912 року. У 1913 році засуджений на два роки ув'язнення в Ризькій фортеці за участь в революційному русі. У 1915 році засуджений військовим судом на два роки одиночного ув'язнення в Петроградській тюрмі «Хрести».
Після Лютневої революції 1917 року вийшов на волю і займався більшовицькою партійною роботою в місті Вольмар Ліфляндської губернії.
З січня 1919 року — в Червоній армії. У січні — травні 1919 року — помічник військового комісара міста Риги. У травні — грудні 1919 року — військовий комісар запасного Латиського стрілецького полку. У грудні 1919 — березні 1920 року — військовий комісар 20-ї бригади 7-ї стрілецької дивізії. У березні — листопаді 1920 року — військовий комісар 53-ї стрілецької дивізії. У листопаді 1920 — квітні 1921 року — військовий комісар 2-ї бригади Української запасної армії.
У квітні 1921 — липні 1922 року — військовий комісар 20-ї бригади 7-ї стрілецької дивізії. У липні — вересні 1922 року — військовий комісар 20-го стрілецького полку 7-ї стрілецької дивізії. У вересні 1922 — травні 1923 року — військовий комісар штабу 8-го стрілецького корпусу.
У травні 1923 — вересні 1924 року — військовий комісар і начальник політичного відділу 1-ї кавалерійської Червоного козацтва дивізії. У вересні 1924 — вересні 1925 року — військовий комісар і начальник політичного відділу 3-ї Бесарабської кавалерійської дивізії. У вересні 1925 — 1927 року — військовий комісар 2-го кавалерійського корпусу. У 1927 році закінчив Курси вдосконалення вищого політичного складу при Військово-політичній академії імені Толмачова.
У серпні 1927 — травні 1928 року — заступник начальника Політичного управління Українського військового округу.
У травні 1928 — лютому 1929 року — заступник начальника Політичного управління Сибірського військового округу. У лютому 1929 — жовтні 1930 року — начальник Політичного управління Сибірського військового округу.
У жовтні 1930 — серпні 1933 року — член Революційної військової ради (РВР) — начальник Політичного управління Особливої Червонопрапорної Далекосхідної Армії (ОЧДСА).
У серпні 1933 — квітні 1937 року — член Революційної військової ради (РВР) — начальник Політичного управління Приволзького військового округу. Член Військової ради при народному комісарі оборони СРСР.
У квітні — листопаді 1937 року — заступник командувача військ з політичної частини — начальник Політичного управління Білоруського військового округу.
26 листопада 1937 року заарештований органами НКВС. Розстріляний 21 квітня 1938 року, похований на кладовищі Комунарка біля Москви. Посмертно реабілітований 28 липня 1956 року.

## Звання
- армійський комісар 2-го рангу (20.11.1935)

## Нагороди
- орден Червоного Прапора (1922)